# Cetoácido

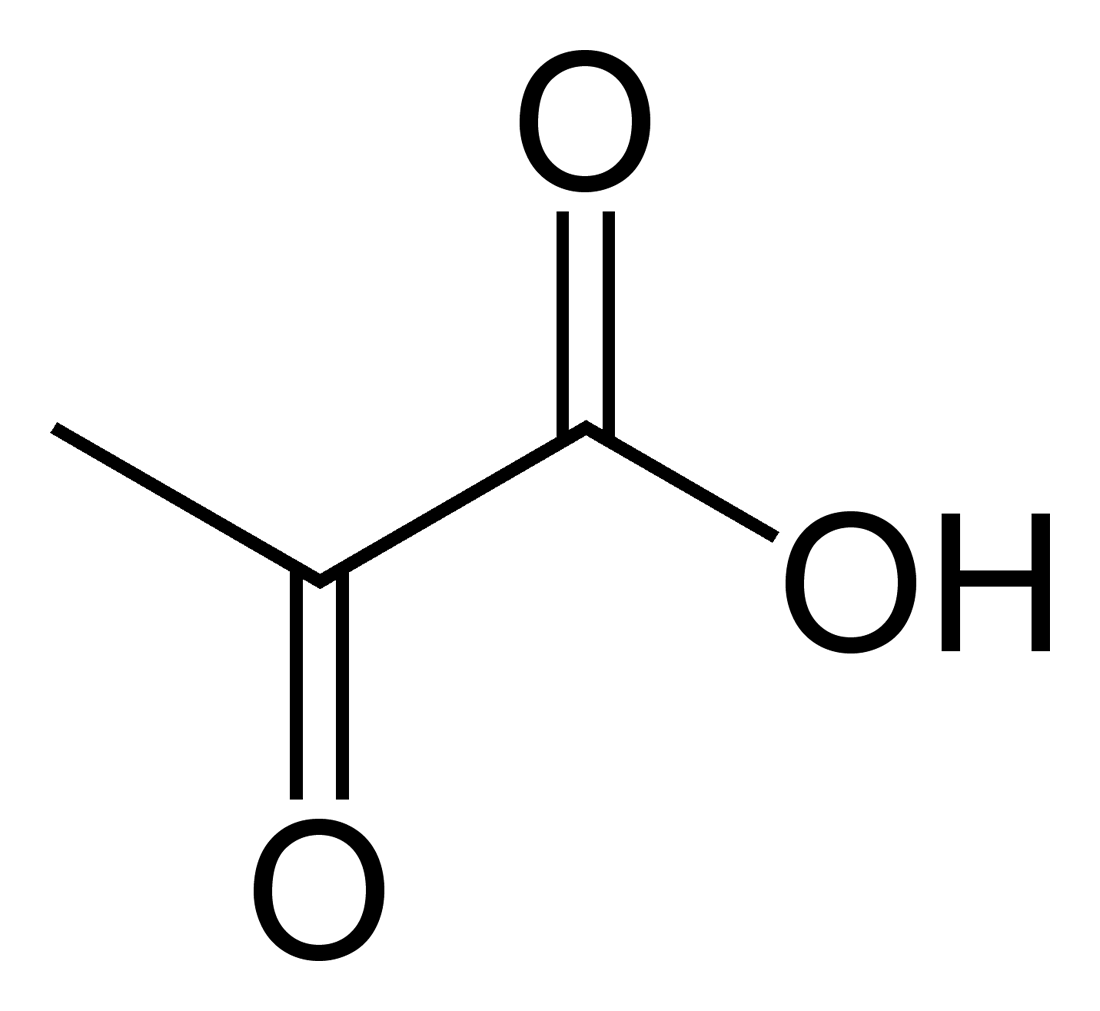
Ácido pirúvico.

Ácido acetoacético.

Ácido levulínico.

Los cetoácidos son ácidos orgánicos que contienen un grupo funcional cetona y un grupo carboxilo.
Entre los cetoácidos se encuentran:
- Alfa-cetoácidos, o 2-oxoácidos, tales como el ácido pirúvico, que tienen el grupo cetona adyacente al de ácido carboxílico
- Beta-cetoácidos, o 3-oxoácidos, tales como el ácido acetoacético, que tienen el grupo cetona en el segundo carbono contando a partir del grupo carboxílico
- Gamma-cetoácidos, o 4-oxoácidos, tales como el ácido levulínico, que tienen el grupo cetona en el tercer carbono contando a partir del grupo carboxílico

- Datos: Q412074
- Multimedia: Keto acids / Q412074